# Yukuben (peuple)
Pour les articles homonymes, voir Yukuben.

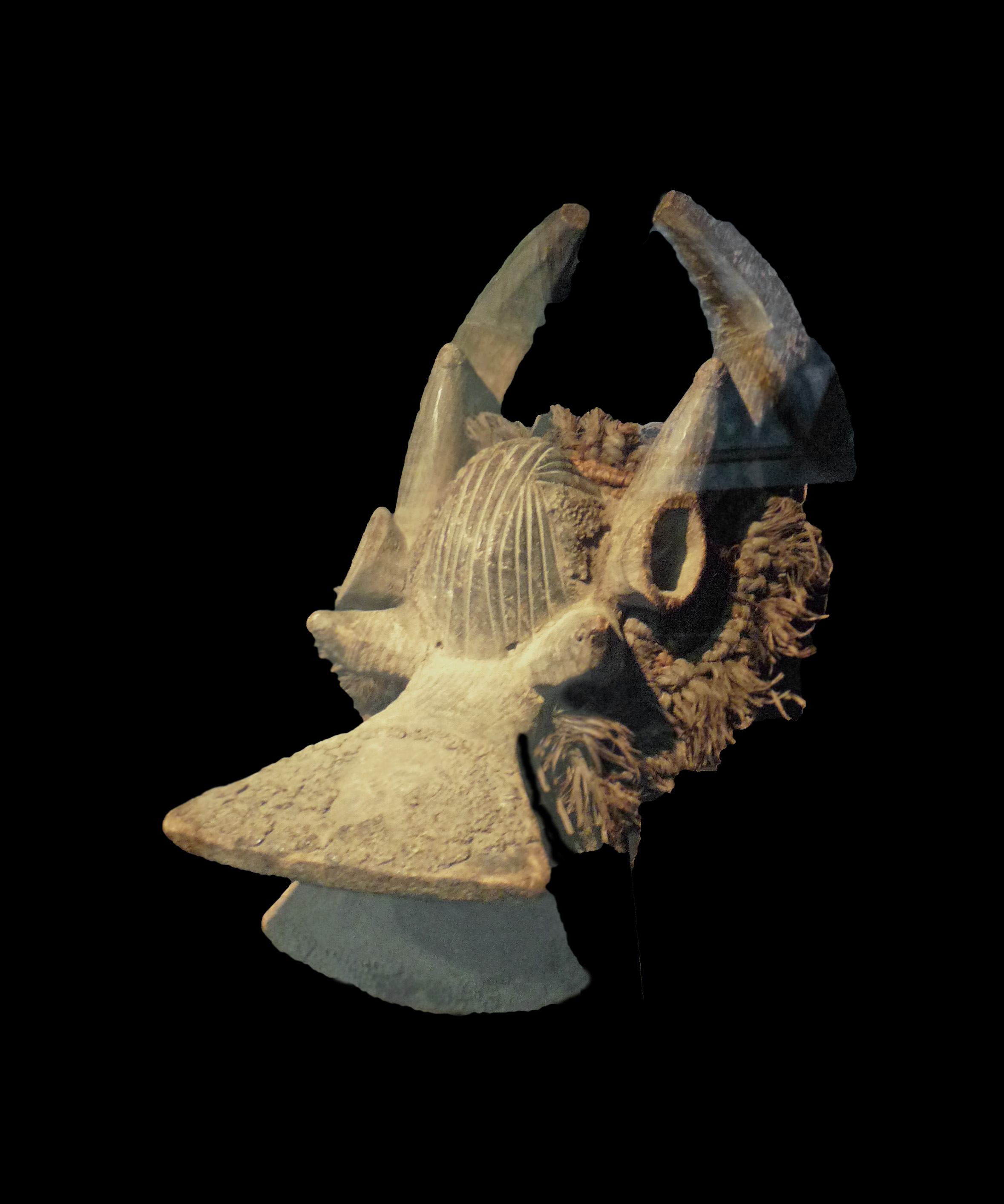
Masque-cimier horizontal attribué aux Yukuben

Les Yukuben sont une population d'Afrique de l'Ouest vivant à l'est du Nigeria, au sud de Takum. Quelques petites communautés vivent également de l'autre côté de la frontière au Cameroun. Ils sont proches des Jukun par leur langue et leur culture.

## Ethnonymie
Selon les sources et le contexte, on observe d'autres formes : Nyikuben, Nyikobe, Ayikiben, Boritsu, Balaabe, Oohum.

## Langue
Leur langue est le yukuben, une langue bénoué-congolaise du groupe des langues jukunoïdes. Le nombre total de locuteurs est estimé à 15 950, dont 15 000 au Nigeria (1992) et 950 au Cameroun (1986).